# Cementerio Libre de Circasia
El Cementerio Libre de Circasia es un camposanto ubicado en el municipio de Circasia, departamento del Quindío, Colombia. Fue fundado el 28 de agosto de 1932 mediante un proyecto liderado por Braulio Botero Londoño (1903-1994) en terrenos heredados de su padre. La idea del cementerio era que allí se pudiera dar sepultura a cualquier ciudadano, sin importar su ideología política o religiosa, por esto se le llamó "Cementerio Libre". Sin embargo, el lugar fue destruido en la década de 1950 a causa de la guerra bipartidista en Colombia y de las presiones del clero. En la década de 1970 empezó la reconstrucción del sitio, de la mano de Braulio Botero Londoño, sobrino por línea materna del médico Santiago Londoño (1876-1950) quien fundara la primera Logia Masónica en Pereira en 1917. En la actualidad el cementerio es el principal atractivo turístico del municipio, debido a la belleza de su arquitectura republicana y su entorno natural.

## Historia

### Fundación

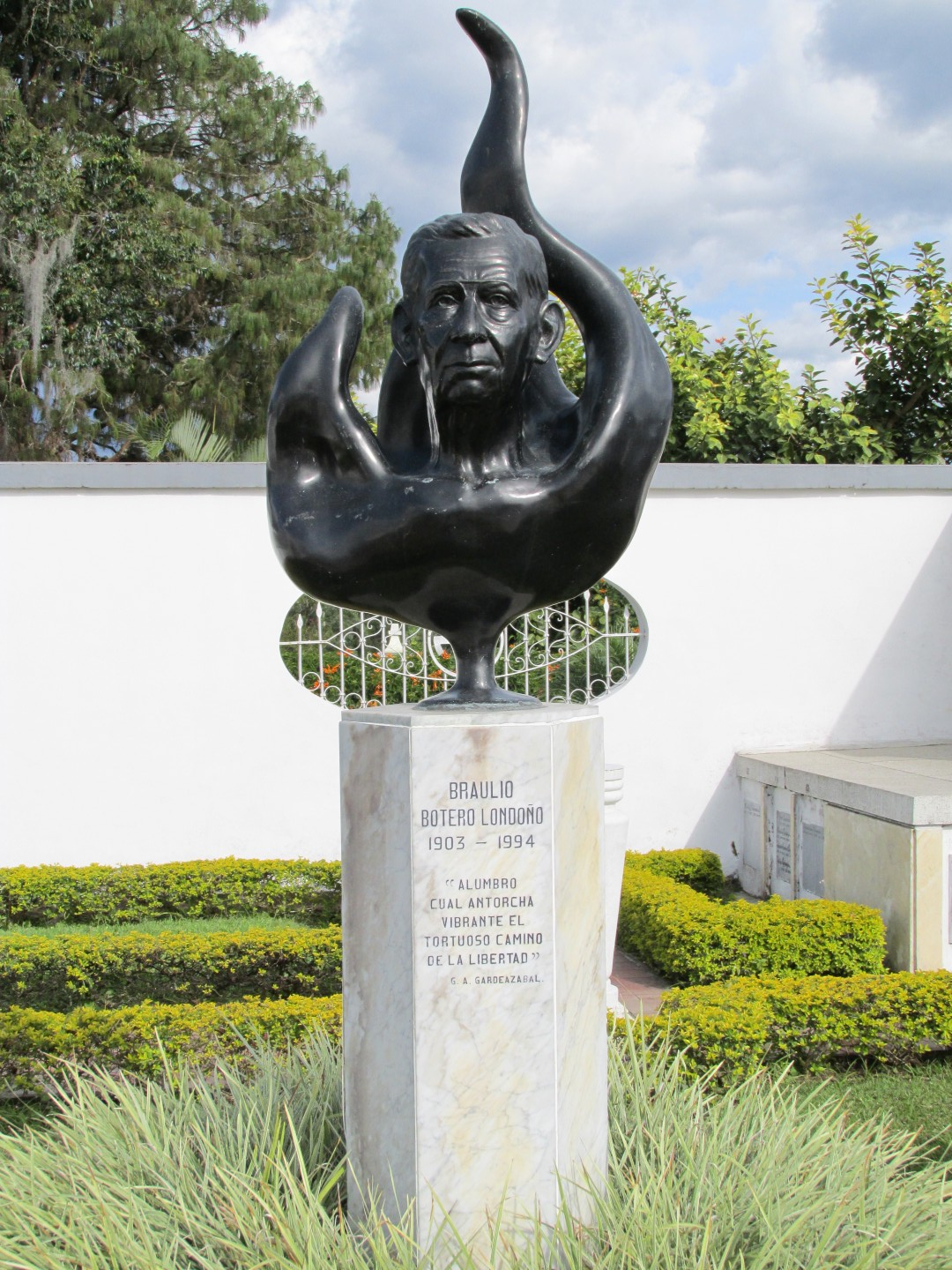
Busto de Braulio Botero Londoño en el cementerio.

Tras la muerte de Valerio Zuluaga Londoño, un famoso espiritista de la vereda "La Concha", sus hijos quisieron sepultarlo en el cementerio del municipio de Circasia. Sin embargo, el párroco Manuel Antonio Pinzón no permitió que los restos de Zuluaga fueran llevados al camposanto, debido a la profesión que el difunto llevaba a cabo en vida. Ante esta situación Zuluaga fue enterrado en una fosa en la finca "La Concha". Pinzón insistió en que el cadáver estaba contaminando las aguas que surtían a Circasia, con la consecuente encarcelación de los familiares del difunto. Braulio Botero Londoño, al enterarse del atropello cometido, inició la construcción de un cementerio laico en las afueras de Circasia, en contra del dictamen del alcalde, el concejo y el párroco del municipio. Botero fue encarcelado por adelantar obras civiles sin permiso legal. En 1930, tras el ascenso al poder del partido liberal, se logró la autorización para la construcción del Cementerio Libre. Tras realizar colectas públicas, la obra finalmente fue fundada en 1932.

### Destrucción y reconstrucción
En la década de 1950, a raíz de la guerra bipartidista que azotó a Colombia, el cementerio fue saqueado y destruido, siendo derribados monumentos, muros y rejas. Fue destruido el busto en homenaje a Antonio José Restrepo, obra de José Domingo Rodríguez. Muchos de los restos de algunas personas que se encontraban allí tuvieron que ser trasladados a otras ciudades del Quindío. En 1972, nuevamente de la mano de Braulio Botero Londoño, se inició la reconstrucción del camposanto con la colaboración del ingeniero Héctor Jaramillo Botero y del arquitecto Eduardo Burgos Uribe.